# Pelaheiivka, Novopskov
Pelaheiivka (în ucraineană Пелагеївка) este un sat în comuna Taniușivka din raionul Novopskov, regiunea Luhansk, Ucraina.

## Demografie
Componența lingvistică a localității Pelaheiivka
     Ucraineană (79,37%)
     Rusă (4,76%)
     Alte limbi (15,87%)
Conform recensământului din 2001, majoritatea populației localității Pelaheiivka era vorbitoare de ucraineană (79,37%), existând în minoritate și vorbitori de rusă (4,76%).